# Verbascum flavipannosum
Verbascum flavipannosum är en flenörtsväxtart som beskrevs av Hub.-mor.. Verbascum flavipannosum ingår i släktet kungsljus, och familjen flenörtsväxter. Inga underarter finns listade i Catalogue of Life.